# Charanyca quercus
Charanyca quercus är en fjärilsart som beskrevs av Fabricius 1781. Charanyca quercus ingår i släktet Charanyca och familjen nattflyn. Inga underarter finns listade i Catalogue of Life.